# Kagapsychops continentalis
Kagapsychops continentalis là một loài côn trùng trong họ Osmylopsychopidae thuộc bộ Neuroptera. Loài này được Makarkin miêu tả năm 1994.